# マイク・ホプキンス
マイケル・アレクサンダー・"マイク"・ホプキンス（Michael Alexander "Mike" Hopkins, 1959年8月12日 - 2012年12月30日）は、ニュージーランドの音響編集者である。イーサン・ヴァン・ダー・リンと共に『ロード・オブ・ザ・リング/二つの塔』（2002年）と『キング・コング』（2005年）でアカデミー音響編集賞を受賞した。2人は他に『トランスフォーマー』（2007年）でもノミネートされた。
2012年12月30日、故郷のグレイタウン付近のワイオハイン川を下っていた際に乗っていたいかだが鉄砲水に遭って転覆し、ホプキンスは溺死した。